# Nozim Husanov
Nozim Baxtiyorovich Husanov (usbekisch Нозим Бахтиёрович Ҳусанов, russisch Нозим Бахтиёрович Хусанов Nosim Bachtijorowitsch Chussanow; geboren 1976) ist ein usbekischer Politiker. Von 2019 bis 2022 bis war er Minister für Beschäftigung und Arbeitsbeziehungen der Republik Usbekistan.

## Leben
1997 absolvierte Nozim Khusanov das Tashkent Automobile und Road Institute und 2002 das Tashkent Financial Institute. 2007 absolvierte er die Akademie für Staat und Soziales unter dem Präsidenten Usbekistans.
Von 2010 bis 2011 war er Leiter der Hauptabteilung der Zentralbank der Region Taschkent. Anschließend war er von 2011 bis 2013 stellvertretender Vorsitzender der Zentralbank von Usbekistan. Von 2013 bis 2014 war er der erste stellvertretende Präsident der Nationalbank für Außenwirtschaftstätigkeit Usbekistans. Von 2014 bis 2016 war er Vorstandsvorsitzender der OJSC Microcreditbank. 2018 wurde er zum Hokim des Sergeli-Distrikts von Taschkent ernannt.
Am 12. September 2019 wurde er zum Minister für Beschäftigung und Arbeitsbeziehungen der Republik Usbekistan ernannt. Infolge der Zusammenlegung seines Ministeriums mit weiteren Ministerien war er vom 30. Dezember 2022 bis zum 11. April 2023 erster stellvertretender Minister für Armutsbekämpfung und Beschäftigung.

## Auszeichnungen
- 2019: Medaille "Sodik Khizmatlar Uchun" ("Für treuen Dienst")